# Марко Бориело
Марко Бориело (на италиански: Marco Borriello) е италиански футболист-национал, нападател.

## Биография
Роден е на 18 юни 1982 г. в град Неапол, Италия. Започва своята професионална кариера през 2001 г. като преотстъпен в отбора на УС Триестина. След това играе до 2002 г. също като преотстъпен във ФК Тревизо 1993. Завръща се от 2002 до 2007 г. в родния отбор, но отново играе като преотстъпен в четири италиански отбора от по-долните серии. През сезон 2007 – 2008 играе за ФК Дженоа. От лятото на 2008 г. се завръща отново. Дебютира в националния отбор на своята страна през 2008 г.